# Tour de Pologne 2007
La 64e édition du Tour de Pologne a eu lieu du 9 au 15 septembre 2007. Il s'agissait de la 24e épreuve de l'UCI ProTour 2007. Le Belge Johan Vansummeren (Predictor-Lotto), vainqueur en solitaire de la dernière étape, a remporté l'épreuve.

## Parcours et étapes
| Détail    | Date         | Villes étapes              | Distance  | Vainqueur d'étape | Leader du classement général |
| 1re étape | 9 septembre  | Varsovie                   | 3,3 (clm) | Lampre-Fondital   | Roberto Longo                |
| 2e étape  | 10 septembre | Płońsk - Olsztyn           | 203,6     | Graeme Brown      | Graeme Brown                 |
| 3e étape  | 11 septembre | Ostróda - Gdańsk           | 192,3     | David Kopp        | Wouter Weylandt              |
| 4e étape  | 12 septembre | Chojnice - Poznań          | 242,3     | Danilo Napolitano | Danilo Napolitano            |
| 5e étape  | 13 septembre | Września - Świdnica        | 264,5     | Murilo Fischer    | Danilo Napolitano            |
| 6e étape  | 14 septembre | Dzierżoniów - Jelenia Góra | 183,7     | Filippo Pozzato   | Murilo Fischer               |
| 7e étape  | 15 septembre | Jelenia Góra - Karpacz     | 147,7     | Johan Vansummeren | Johan Vansummeren            |

## Classements finals

### Classement général
|    | Cycliste           | Pays       | Équipe           | Temps            | Points UCI |
| -- | ------------------ | ---------- | ---------------- | ---------------- | ---------- |
| 1  | Johan Vansummeren  | Belgique   | Predictor-Lotto  | 30 h 52 min 11 s | 50         |
| 2  | Robert Gesink      | Pays-Bas   | Rabobank         | + 27 s           | 40         |
| 3  | Kim Kirchen        | Luxembourg | T-Mobile         | + 38 s           | 35         |
| 4  | Fabian Wegmann     | Allemagne  | Gerolsteiner     | + 39 s           | 30         |
| 5  | Alessandro Ballan  | Italie     | Lampre-Fondital  | + 44 s           | 25         |
| 6  | Pablo Lastras      | Espagne    | Caisse d'Épargne | + 44 s           | 20         |
| 7  | Fränk Schleck      | Luxembourg | CSC              | + 44 s           | 15         |
| 8  | Danilo Di Luca     | Italie     | Liquigas         | + 44 s           | 10         |
| 9  | José Joaquín Rojas | Espagne    | Caisse d'Épargne | + 47 s           | 5          |
| 10 | Thomas Voeckler    | France     | Bouygues Telecom | + 52 s           | 2          |

| Pos                      | Coureur            | Équipe            | Pts |
| ------------------------ | ------------------ | ----------------- | --- |
| Vainqueur (maillot bleu) | José Joaquín Rojas | Caisse d'Épargne  | 91  |
| 2                        | Mikhaylo Khalilov  | Ceramica Flaminia | 42  |
| 3                        | Murilo Fischer     | Liquigas          | 40  |

| Pos                      | Coureur            | Équipe           | Pts |
| ------------------------ | ------------------ | ---------------- | --- |
| Vainqueur (maillot vert) | Yoann Le Boulanger | Bouygues Telecom | 61  |
| 2                        | Marzio Bruseghin   | Lampre-Fondital  | 50  |
| 3                        | Marco Pinotti      | T-Mobile         | 31  |

| Pos                       | Coureur        | Équipe       | Pts |
| ------------------------- | -------------- | ------------ | --- |
| Vainqueur (maillot rouge) | Łukasz Bodnar  | Intel-Action | 24  |
| 2                         | Murilo Fischer | Liquigas     | 9   |
| 3                         | Fabian Wegmann | Milram       | 5   |

| Pos | Équipe           | Temps               |
| --- | ---------------- | ------------------- |
| 1   | CSC              | en 92 h 39 min 12 s |
| 2   | Caisse d'Épargne | + 23 s              |
| 3   | Rabobank         | + 1 min 28 s        |

## Les étapes

### 1reétape
La première étape s'est déroulée le 9 septembre à Varsovie. Il s'agit d'un contre-la-montre par équipes de 3 kilomètres. Le jury de la course a finalement décidé en raison des conditions de météo très inégales au passage des équipes, d'attribuer le même temps à toutes les équipes. L'équipe Lampre-Fondital, initialement vainqueur, remporte l'étape, mais tous les coureurs sont classés dans le même temps.
|   | Équipe           | Pays       | Temps      |
| - | ---------------- | ---------- | ---------- |
| 1 | Lampre-Fondital  | Italie     | 3 min 36 s |
| 2 | T-Mobile         | Allemagne  | + 2 s      |
| 3 | Astana           | Kazakhstan | + 8 s      |
| 4 | Bouygues Telecom | France     | + 10 s     |
| 5 | Unibet.com       | Suède      | + 10 s     |

|   | Cycliste          | Pays   | Équipe          | Temps      |
| - | ----------------- | ------ | --------------- | ---------- |
| 1 | Roberto Longo     | Italie | Lampre-Fondital | 3 min 36 s |
| 2 | Fabio Baldato     | Italie | Lampre-Fondital | m.t.       |
| 3 | Daniele Righi     | Italie | Lampre-Fondital | m.t.       |
| 4 | Alessandro Ballan | Italie | Lampre-Fondital | m.t.       |
| 5 | Danilo Napolitano | Italie | Lampre-Fondital | m.t.       |

### 2eétape
La deuxième étape s'est déroulée le 10 septembre.
|   | Cycliste           | Pays      | Équipe                | Temps           |
| - | ------------------ | --------- | --------------------- | --------------- |
| 1 | Graeme Brown       | Australie | Rabobank              | 4 h 50 min 46 s |
| 2 | Wouter Weylandt    | Belgique  | Quick Step-Innergetic | m.t.            |
| 3 | Saïd Haddou        | France    | Bouygues Telecom      | m.t.            |
| 4 | David Kopp         | Allemagne | Gerolsteiner          | m.t.            |
| 5 | José Joaquín Rojas | Espagne   | Caisse d'Épargne      | m.t.            |

|   | Cycliste          | Pays      | Équipe                | Temps           |
| - | ----------------- | --------- | --------------------- | --------------- |
| 1 | Graeme Brown      | Australie | Rabobank              | 4 h 50 min 36 s |
| 2 | Wouter Weylandt   | Belgique  | Quick Step-Innergetic | + 3 s           |
| 3 | Saïd Haddou       | France    | Bouygues Telecom      | + 6 s           |
| 4 | Danilo Napolitano | Italie    | Lampre-Fondital       | + 6 s           |
| 5 | Fabian Wegmann    | Allemagne | Gerolsteiner          | + 8 s           |

### 3eétape
La troisième étape s'est déroulée le 11 septembre.
|   | Cycliste           | Pays       | Équipe           | Temps           |
| - | ------------------ | ---------- | ---------------- | --------------- |
| 1 | David Kopp         | Allemagne  | Gerolsteiner     | 4 h 45 min 22 s |
| 2 | José Joaquín Rojas | Espagne    | Caisse d'Épargne | m.t.            |
| 3 | Wouter Weylandt    | Belgique   | Quick Step       | m.t.            |
| 4 | Danilo Napolitano  | Italie     | Lampre-Fondital  | m.t.            |
| 5 | Maxim Iglinskiy    | Kazakhstan | Astana           | m.t.            |

|   | Cycliste           | Pays      | Équipe           | Temps           |
| - | ------------------ | --------- | ---------------- | --------------- |
| 1 | Wouter Weylandt    | Belgique  | Quick Step       | 9 h 35 min 57 s |
| 2 | David Kopp         | Allemagne | Gerolsteiner     | + 1 s           |
| 3 | Graeme Brown       | Australie | Rabobank         | + 1 s           |
| 4 | Nicolas Rousseau   | France    | AG2R Prévoyance  | + 4 s           |
| 5 | José Joaquín Rojas | Espagne   | Caisse d'Épargne | + 5 s           |

### 4eétape
La quatrième étape s'est déroulée le 12 septembre.
|   | Cycliste           | Pays      | Équipe            | Temps           |
| - | ------------------ | --------- | ----------------- | --------------- |
| 1 | Danilo Napolitano  | Italie    | Lampre-Fondital   | 5 h 47 min 03 s |
| 2 | Tomas Vaitkus      | Lituanie  | Discovery Channel | m.t.            |
| 3 | Robert Förster     | Allemagne | Gerolsteiner      | m.t.            |
| 4 | Mirco Lorenzetto   | Italie    | Milram            | m.t.            |
| 5 | José Joaquín Rojas | Espagne   | Caisse d'Épargne  | m.t.            |

|   | Cycliste          | Pays      | Équipe                | Temps            |
| - | ----------------- | --------- | --------------------- | ---------------- |
| 1 | Danilo Napolitano | Italie    | Lampre-Fondital       | 15 h 22 min 57 s |
| 2 | Wouter Weylandt   | Belgique  | Quick Step-Innergetic | + 2 s            |
| 3 | Graeme Brown      | Australie | Rabobank              | + 4 s            |
| 4 | David Kopp        | Allemagne | Gerolsteiner          | + 4 s            |
| 5 | Murilo Fischer    | Brésil    | Liquigas              | + 5 s            |

### 5eétape
La cinquième étape s'est déroulée le 13 septembre.
|   | Cycliste          | Pays     | Équipe            | Temps           |
| - | ----------------- | -------- | ----------------- | --------------- |
| 1 | Murilo Fischer    | Brésil   | Liquigas          | 6 h 44 min 24 s |
| 2 | Danilo Napolitano | Italie   | Lampre-Fondital   | m.t.            |
| 3 | Wouter Weylandt   | Belgique | Quick Step        | m.t.            |
| 4 | Mikhaylo Khalilov | Ukraine  | Ceramica Flaminia | m.t.            |
| 5 | Koen de Kort      | Pays-Bas | Astana            | m.t.            |

|   | Cycliste           | Pays      | Équipe           | Temps            |
| - | ------------------ | --------- | ---------------- | ---------------- |
| 1 | Danilo Napolitano  | Italie    | Lampre-Fondital  | 22 h 07 min 15 s |
| 2 | Murilo Fischer     | Brésil    | Liquigas         | + 1 s            |
| 3 | Wouter Weylandt    | Belgique  | Quick Step       | + 4 s            |
| 4 | José Joaquín Rojas | Espagne   | Caisse d'Épargne | + 14 s           |
| 5 | David Kopp         | Allemagne | Gerolsteiner     | + 16 s           |

### 6eétape
La sixième étape s'est déroulée le 14 septembre.
|   | Cycliste           | Pays      | Équipe            | Temps           |
| - | ------------------ | --------- | ----------------- | --------------- |
| 1 | Filippo Pozzato    | Italie    | Liquigas          | 4 h 47 min 48 s |
| 2 | José Joaquín Rojas | Espagne   | Caisse d'Épargne  | m.t.            |
| 3 | Marcus Burghardt   | Allemagne | T-Mobile          | m.t.            |
| 4 | David Kopp         | Allemagne | Gerolsteiner      | m.t.            |
| 5 | Mikhaylo Khalilov  | Ukraine   | Ceramica Flaminia | m.t.            |

|   | Cycliste           | Pays      | Équipe           | Temps            |
| - | ------------------ | --------- | ---------------- | ---------------- |
| 1 | Murilo Fischer     | Brésil    | Liquigas         | 26 h 55 min 04 s |
| 2 | José Joaquín Rojas | Espagne   | Caisse d'Épargne | + 7 s            |
| 3 | David Kopp         | Allemagne | Gerolsteiner     | + 9 s            |
| 4 | Filippo Pozzato    | Italie    | Liquigas         | + 9 s            |
| 5 | Fabian Wegmann     | Allemagne | Gerolsteiner     | + 15 s           |

### 7eétape
La septième et dernière étape s'est déroulée le 15 septembre.
|   | Cycliste          | Pays       | Équipe          | Temps           |
| - | ----------------- | ---------- | --------------- | --------------- |
| 1 | Johan Vansummeren | Belgique   | Predictor-Lotto | 3 h 56 min 58 s |
| 2 | Robert Gesink     | Pays-Bas   | Rabobank        | + 23 s          |
| 3 | Kim Kirchen       | Luxembourg | T-Mobile        | + 32 s          |
| 4 | Danilo Di Luca    | Italie     | Liquigas        | + 34 s          |
| 5 | Alessandro Ballan | Italie     | Lampre-Fondital | + 34 s          |

|   | Cycliste          | Pays       | Équipe          | Temps            |
| - | ----------------- | ---------- | --------------- | ---------------- |
| 1 | Johan Vansummeren | Belgique   | Predictor-Lotto | 30 h 52 min 11 s |
| 2 | Robert Gesink     | Pays-Bas   | Rabobank        | + 27 s           |
| 3 | Kim Kirchen       | Luxembourg | T-Mobile        | + 38 s           |
| 4 | Fabian Wegmann    | Allemagne  | Gerolsteiner    | + 39 s           |
| 5 | Alessandro Ballan | Italie     | Lampre-Fondital | + 44 s           |

## Évolution des classements
| Étape (Vainqueur)                   | Classement général     | Classement de la montagne | Classement par points | Classement sprints | Classement par équipes |
| ----------------------------------- | ---------------------- | ------------------------- | --------------------- | ------------------ | ---------------------- |
| 1re étape (clm/é) (Lampre-Fondital) | Roberto Longo          | non décerné               | non décerné           | non décerné        | Lampre-Fondital        |
| 2e étape (Graeme Brown)             | Graeme Brown           | non décerné               | Graeme Brown          | Łukasz Bodnar      | Gerolsteiner           |
| 3e étape (David Kopp)               | Wouter Weylandt        | Nicolas Rousseau          | David Kopp            | Łukasz Bodnar      | Gerolsteiner           |
| 4e étape (Danilo Napolitano)        | Danilo Napolitano      | Murilo Antonio Fischer    | José Joaquín Rojas    | Łukasz Bodnar      | Gerolsteiner           |
| 5e étape (Murilo Fischer)           | Danilo Napolitano      | Murilo Antonio Fischer    | Danilo Napolitano     | Łukasz Bodnar      | Lampre-Fondital        |
| 6e étape (Filippo Pozzato)          | Murilo Antonio Fischer | Yoann Le Boulanger        | José Joaquín Rojas    | Łukasz Bodnar      | Gerolsteiner           |
| 7e étape (Johan Vansummeren)        | Johan Vansummeren      | Yoann Le Boulanger        | José Joaquín Rojas    | Łukasz Bodnar      | CSC                    |
| Classements finals                  | Johan Vansummeren      | Yoann Le Boulanger        | José Joaquín Rojas    | Łukasz Bodnar      | CSC                    |

## Liste des participants
| Gerolsteiner | CSC | Liquigas |
| - 1. Heinrich Haussler - 2. Robert Förster - 3. David Kopp - 4. Sebastian Lang - 5. Matthias Russ - 6. Peter Wrolich - 7. Fabian Wegmann - 8. Beat Zberg                                    | - 11. Bobby Julich - 12. Allan Johansen - 13. Fränk Schleck - 14. Jens Voigt - 15. Fabian Cancellara - 16. Andy Schleck - 17. Matti Breschel - 18. Kasper Klostergaard                       | - 21. Łukasz Bodnar - 22. Eros Capecchi - 23. Kjell Carlström - 24. Danilo Di Luca - 25. Murilo Fischer - 26. Aliaksandr Kuschynski - 27. Vincenzo Nibali - 28. Filippo Pozzato         |
| Astana | Discovery Channel | AG2R Prévoyance |
| - 31. Assan Bazayev - 32. Koen de Kort - 33. Maxim Iglinskiy - 34. René Haselbacher - 35. Andrey Mizourov - 36. Steve Morabito - 37. Grégory Rast - 38. Sergueï Yakovlev                    | - 41. Fumiyuki Beppu - 42. Volodymyr Bileka - 43. Steve Cummings - 44. Vladimir Gusev - 45. Trent Lowe - 46. Gianni Meersman - 47. Tomas Vaitkus - 48. Brian Vandborg                        | - 51. John Gadret - 52. Julien Loubet - 54. David Navas - 55. Rinaldo Nocentini - 56. Christophe Riblon - 57. Nicolas Rousseau - 58. Blaise Sonnery                                     |
| Saunier Duval-Prodir | Caisse d'Épargne | Rabobank |
| - 61. Riccardo Riccò - 62. Jesús del Nero Montes - 63. Raivis Belohvoščiks - 64. José Alberto Benítez - 65. Manuele Mori - 66. David Millar - 67. Christophe Rinero - 68. Francisco Ventoso | - 71. Aitor Pérez Arrieta - 72. José Iván Gutiérrez - 73. Pablo Lastras - 74. Alberto Losada - 75. Mathieu Perget - 76. Nicolas Portal - 77. Joaquim Rodríguez - 78. José Joaquín Rojas      | - 81. Robert Gesink - 82. Jan Boven - 83. Bram de Groot - 84. Rick Flens - 85. Graeme Brown - 86. Mathew Hayman - 87. William Walker - 88. Pieter Weening                               |
| Quick Step-Innergetic | Predictor-Lotto | T-Mobile |
| - 91. Dmytro Grabovskyy - 92. Mauro Facci - 93. Giovanni Visconti - 94. Hubert Schwab - 95. Matteo Tosatto - 96. Cédric Vasseur - 97. Jurgen Van de Walle - 98. Wouter Weylandt             | - 101. Dario Cioni - 102. Dominique Cornu - 103. Preben Van Hecke - 104. Björn Leukemans - 105. Matthew Lloyd - 106. Nick Gates - 107. Jurgen Van den Broeck - 108. Johan Vansummeren        | - 111. Marcus Burghardt - 112. Gerald Ciolek - 113. Bernhard Eisel - 114. Jakob Piil - 115. Kim Kirchen - 117. Marco Pinotti - 118. Thomas Ziegler                                      |
| Lampre-Fondital | Crédit agricole | Bouygues Telecom |
| - 121. Alessandro Ballan - 122. Fabio Baldato - 123. Matteo Bono - 124. Marzio Bruseghin - 125. Roberto Longo - 126. Danilo Napolitano - 127. Daniele Righi - 128. Gorazd Štangelj          | - 131. Francesco Belloti - 132. Anthony Charteau - 133. Mads Kaggestad - 134. Dmitriy Fofonov - 135. Sébastien Hinault - 136. Jonathan Hivert - 137. Benoît Poilvet - 138. Pierre Rolland    | - 141. Laurent Brochard - 142. Nicolas Crosbie - 143. Arnaud Labbe - 144. Yoann Le Boulanger - 145. Saïd Haddou - 146. Matthieu Sprick - 147. Johann Tschopp - 148. Thomas Voeckler     |
| Cofidis | La Française des jeux | Euskaltel-Euskadi |
| - 151. Hervé Duclos-Lassalle - 152. Michiel Elijzen - 153. Tyler Farrar - 154. Frank Høj - 155. Amaël Moinard - 156. Staf Scheirlinckx - 157. Tristan Valentin - 158. Rik Verbrugghe        | - 161. Sandy Casar - 162. Mikaël Cherel - 163. Ludovic Auger - 164. Frédéric Guesdon - 165. Lilian Jégou - 166. Johan Lindgren - 167. Christophe Mengin - 168. Fabien Patanchon              | - 171. Lander Aperribai - 172. Jon Bru - 173. Aitor Galdós - 174. Markel Irizar - 175. Antton Luengo - 176. Juan José Oroz - 177. Andoni Aranaga - 178. Iban Iriondo                    |
| Unibet.com | Milram | Ceramica Flaminia |
| - 181. Jimmy Casper - 182. Matteo Carrara - 183. Arnaud Coyot - 184. Michał Gołaś - 185. Gustav Larsson - 186. Víctor Hugo Peña - 187. Laurens ten Dam - 188. Luis Pasamontes               | - 191. Mirko Celestino - 192. Sergio Ghisalberti - 193. Christian Knees - 194. Mirco Lorenzetto - 195. Fabio Sacchi - 196. Björn Schröder - 197. Carlo Scognamiglio - 198. Sebastian Siedler | - 201. Tomasz Marczyński - 202. Adam Wadecki - 203. Hubert Krys - 204. Mikhaylo Khalilov - 205. Manuele Spadi - 206. Gianluca Geremia - 207. Domenico Quagliarella - 208. Vladimir Duma |
| Action-Uniqa | | |
| - 211. Marek Rutkiewicz - 212. Błażej Janiaczyk - 213. Denys Kostyuk - 214. Bogdan Bondariew - 215. Łukasz Bodnar - 216. Bartosz Huzarski - 217. Robert Radosz - 218. Krzysztof Miara       | | |

NP : non-partant ; A : abandon en cours d'étape ; HD : hors délai ; EX : exclu.